# Cuống dạng lá

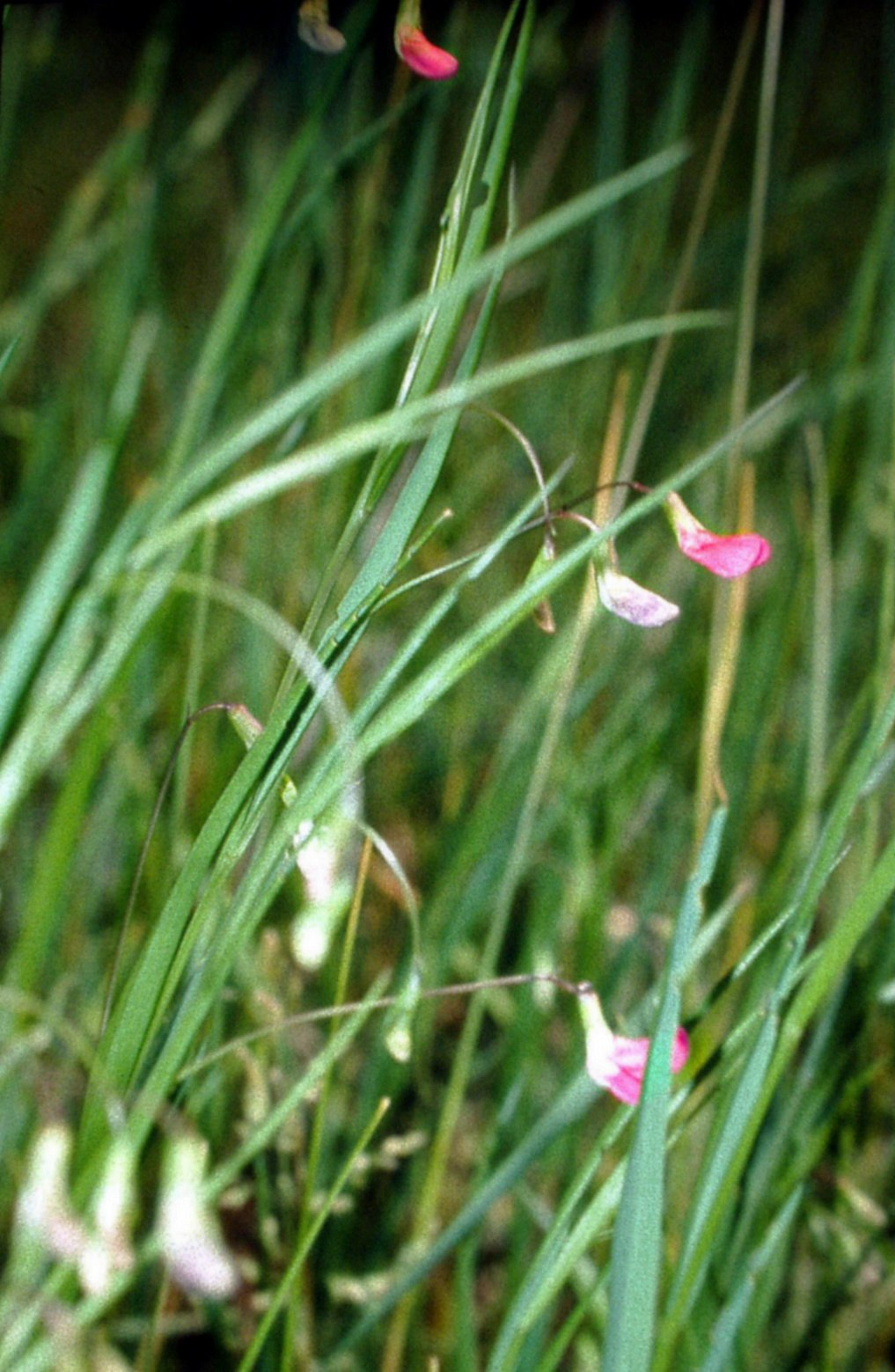
Cuống dạng lá ở loài Lathyrus nissolia

Cuống dạng lá là một dạng biến dạng của cuống lá. Cuống lá đơn thuần chỉ có chức năng nâng đỡ các lá và dẫn truyền chất dinh dưỡng, tuy nhiên trong trường hợp này cuống bị biến dạng, trở nên dẹt đi, có dạng bản dẹt, có chứa nhiều lục lạp để thực hiện chức năng quang hợp.
Cuống dạng lá thường thấy nhiều nhất ở các loài thực vật thuộc chi Keo (Acacia) của họ Đậu, đặc biệt là ở các loài bản địa của Australia, trước đây đã từng được xếp vào trong phân chi Phyllodineae của chi Acacia. Đôi khi trên các cây non, các cuống dạng lá mang các lá bị suy giảm mà người ta có thể nhìn thấy.
Một loài keo (Acacia aneura) có các cuống dạng lá khá dày, vì thế làm cho các khí khổng ở sâu hơn và như vậy làm giảm thiểu sự mất nước do thoát hơi nước. Các cuống dạng lá của nó có các lông nhỏ trên mặt có mục đích bắt giữ hơi ẩm do sự thoát hơi nước tạo ra. Điều này cho phép nó quang hợp ở tốc độ tối đa.